# Műugrás a 2006-os nemzetközösségi játékokon
A 2006-os nemzetközösségi játékokon a műugrás versenyszámait március 22. és 25. között rendezték meg.

## Összesített éremtáblázat
| #        | Ország     | Arany | Ezüst | Bronz | Összesen |
| 1.       | Ausztrália | 5     | 5     | 5     | 15       |
| 2.       | Kanada     | 5     | 1     | 3     | 9        |
|          |            |       |       |       |          |
| 3.       | Anglia     | 0     | 2     | 2     | 4        |
| 4.       | Malajzia   | 0     | 2     | 0     | 2        |
| Összesen | Összesen   | 10    | 10    | 10    | 30       |

## Férfi
| versenyszám       | arany                                        | arany        | ezüst                                     | ezüst        | bronz                                        | bronz        |
| 1 m műugrás       | Alexandre Despatie (Kanada)                  | 853,50 pont  | Yeoh Ken (Malajzia)                       | 844,95 pont  | Steven Barnett (Ausztrália)                  | 777,85 pont  |
| 3 m műugrás       | Alexandre Despatie (Kanada)                  | 941,60 pont  | Robert Newbery (Ausztrália)               | 906,30 pont  | Steven Barnett (Ausztrália)                  | 869,40 pont  |
| Toronyugrás       | Mathew Helm (Ausztrália)                     | 1085,60 pont | Peter Waterfield (Anglia)                 | 1030,50 pont | Alexandre Despatie (Kanada)                  | 1016,95 pont |
| 1 m szinkronugrás | Kanada · Alexandre Despatie · Arturo Miranda | 444,87 pont  | Anglia · Tony Ally · Mark Shipman         | 423,00 pont  | Ausztrália · Robert Newbery · Steven Barnett | 421,35 pont  |
| 3 m szinkronugrás | Ausztrália · Mathew Helm · Robert Newbery    | 440,58 pont  | Malajzia · Bryan Nickson · James Sandayud | 427,44 pont  | Anglia · Callum Johnstone · Gary Hunt        | 404,82 pont  |

## Női
| versenyszám       | arany                                         | arany       | ezüst                                     | ezüst       | bronz                                       | bronz       |
| 1 m műugrás       | Blythe Hartley (Kanada)                       | 644,65 pont | Sharleen Stratton (Ausztrália)            | 596,45 pont | Kathryn Blackshaw (Ausztrália)              | 544,40 pont |
| 3 m műugrás       | Blythe Hartley (Kanada)                       | 690,05 pont | Chantelle Newbery (Ausztrália)            | 681,30 pont | Kathryn Blackshaw (Ausztrália)              | 629,00 pont |
| Toronyugrás       | Loudy Tourky (Ausztrália)                     | 737,75 pont | Chantelle Newbery (Ausztrália)            | 733,55 pont | Émilie Heymans (Kanada)                     | 733,50 pont |
| 1 m szinkronugrás | Ausztrália · Briony Cole · Sharleen Stratton  | 296,07 pont | Kanada · Melanie Rinaldi · Rebacca Barras | 273,72 pont | Anglia · Hayley Sage · Tandi Indergaard     | 270,63 pont |
| 3 m szinkronugrás | Ausztrália · Chantelle Newbery · Loudy Tourky | 317,58 pont | Ausztrália · Alex Croak · Melissa Wu      | 309,90 pont | Kanada · Meaghan Benfeito · Roseline Filion | 303,15 pont |